# Horath
Horath im Hunsrück ist eine Ortsgemeinde im Landkreis Bernkastel-Wittlich in Rheinland-Pfalz. Sie gehört der Verbandsgemeinde Thalfang am Erbeskopf an.

## Geographie
Der Ort liegt in einer in das Tal der Dhron abfallenden Talmulde. Horath grenzt im Osten an die Gemeinde Morbach (Ortsteil Haag), im Süden an die Ortsgemeinden Merschbach und Gräfendhron, im Westen an die Ortsgemeinden Berglicht und Neumagen-Dhron (Ortsteil Papiermühle) und im Norden an die Ortsgemeinde Piesport (Ortsteil Niederemmel) an.

## Geschichte
Örtliche Funde aus der Zeit der Hallstatt- und La-Tène-Kultur sind im Rheinischen Landesmuseum Trier ausgestellt. Der erste Nachweis des Dorfes findet sich in einer Pfändungsurkunde des Grafen Heinrich zu Salm vom 1. Dezember 1281. Durch die Wirren der Französischen Revolution kam der Ort um 1800 unter französische Herrschaft und wurde 1815 Teil des Königreichs Preußen. Seit 1946 ist der Ort Teil des damals neu gebildeten Landes Rheinland-Pfalz.
Einwohnerentwicklung
Die Entwicklung der Einwohnerzahl von Horath, die Werte von 1871 bis 1987 beruhen auf Volkszählungen:
| Jahr | Einwohner |
| 1815 | 311       |
| 1835 | 412       |
| 1871 | 391       |
| 1905 | 370       |
| 1939 | 403       |

| Jahr | Einwohner |
| 1950 | 409       |
| 1961 | 358       |
| 1970 | 427       |
| 1987 | 454       |
| 2005 | 437       |

## Politik

### Gemeinderat
Der Gemeinderat in Horath besteht aus acht Ratsmitgliedern, die bei der Kommunalwahl am 9. Juni 2024 in einer Mehrheitswahl gewählt wurden, und dem ehrenamtlichen Ortsbürgermeister als Vorsitzendem.

### Bürgermeister
Jan Steffes wurde am 3. September 2020 Ortsbürgermeister von Horath. Da bei der Direktwahl am 26. Mai 2019 der einzige Bewerber keine Mehrheit erhalten hatte, und zunächst kein anderer Kandidat gefunden wurde, blieb das Amt für mehr als ein Jahr vakant und die Amtsgeschäfte wurden vom Ersten Beigeordneten David Hartmann ausgeübt. Im Sommer 2020 erklärte Jan Steffes schließlich seine Bereitschaft zur Übernahme der Aufgabe und wurde vom Rat einstimmig gewählt. Bei der Direktwahl am 9. Juni 2024 wurde er mit einem Stimmenanteil von 96,7 % für weitere fünf Jahre wiedergewählt.
Der Vorgänger von Steffes, Egon Adams, hatte das Amt seit 2004 ausgeübt, war aber bei der Wahl 2019 nicht erneut angetreten und hatte nach der konstituierenden Sitzung des Gemeinderats am 19. Juni 2019 sein Amt als geschäftsführender Ortsbürgermeister niedergelegt.

## Wirtschaft
Horath ist eine ländliche Wohngemeinde. Mit den Hennigsdorfer Elektrostahlwerken ist auch ein nicht unbedeutendes Industrieunternehmen ansässig.